# Барац (озеро)
Барац (итал. Lago Baratz) — озеро на севере Сардинии в Италии. Является единственным водоёмом природного происхождения на острове. Располагается на территории коммуны Сассари, напротив бухты Ферро в западной прибрежной части провинции Сассари.
Барац находится на высоте 32 м над уровнем моря. Площадь озера — 0,46 км². Наибольшая глубина — 10,8 м. Объём — 2,5 млн м³. Есть несколько островов. Берега северной половины акватории изрезаны заливами. С северной и северо-восточной стороны впадает несколько водотоков. Площадь водосборного бассейна — 11,03 км².